# 芸香草
芸香草也叫韭叶芸香、诸葛草，是一种禾本科香茅属植物，原产中国陕西、甘肃南部、四川、贵州、云南、西藏以及印度西北部、巴基斯坦、克什米尔地区、尼泊尔。